# Cidade de Sydney
Cidade de Sydney (City of Sydney) é o principal município (Local government area) da região metropolitana de Sydney, Austrália.
Inclui o centro financeiro, a Opera House, e outros subúrbios centrais, como The Rocks, Redfern, Pyrmont, Kings Cross, entre outros.